# Hisarlık, Bozkır
Hisarlık là một thị trấn thuộc huyện Bozkır, tỉnh Konya, Thổ Nhĩ Kỳ. Dân số thời điểm năm 2011 là 1.521 người.